# Alexander von Kluck
Alexander Heinrich Rudolph von Kluck (20 tháng 5 năm 1846 – 19 tháng 10 năm 1934) là một tướng lĩnh quân đội Đức trong cuộc Chiến tranh thế giới thứ nhất. Sau khi gia nhập quân đội Phổ, Kluck đã tham gia tích cực trong cuộc Chiến tranh Áo-Phổ năm 1866 và Chiến tranh Pháp-Đức các năm 1870 – 1871. Ông từng được nhìn nhận là một trong những chỉ huy bộ binh tài giỏi nhất của Đức. Khi Chiến tranh thế giới thứ nhất bùng nổ (1914), ông được bổ nhiệm làm tư lệnh Tập đoàn quân số 1 của Đức. Trên cương vị này, ông đã đánh chiếm thủ đô Brussels của Bỉ và gần như là đánh bại Pháp, trước khi một lỗ hổng xuất hiện giữa các tập đoàn quân số và số 2 của Đức tạo điều kiện cho liên quân Anh - Pháp phản công trong trận sông Marne lần thứ nhất. Mặc dù Kluck đẩy lùi cuộc tấn công của quân Pháp trong trận chiến này, ông bị buộc phải rút lui do sự bố trí đội hình sai lệch của Đức. Sau đó, ông đã bẻ gãy một cuộc tấn công của liên quân Anh - Pháp trong trận sông Aisne lần thứ nhất.

## Đầu đời
Kluck sinh ngày 20 tháng 5 năm 1846 tại Münster, Westfalen, Phổ.

## Sự nghiệp quân sự
Ông đã gia nhập quân đội Phổ từ nhỏ, và tham gia tích cực trong cuộc Chiến tranh Áo-Phổ bảy tuần năm 1866 và cuộc Chiến tranh Pháp-Đức (1870 – 1871), tại đó ông đã bị thương hai lần trong trận chiến Colombey-Neuilly, và được tặng thưởng Huân chương Thập tự Sắt (hạng nhì) vì lòng dũng cảm của mình. Ông được phong quân hàm Đại tá năm 1896, Thiếu tướng năm 1899, rồi Thượng tướng Bộ binh vào năm 1906. Ông chỉ huy Quân đoàn I vào năm 1906 và Quân đoàn VII tại Đông Phổ vào năm 1907. Ông được liệt vào hàng khanh tướng Phổ năm 1909. vào năm 1913 ông được bổ nhiệm làm Cục trưởng của Cục thanh tra Quân đội VII.

### Chiến tranh thế giới thứ nhất
Khi cuộc Chiến tranh thế giới thứ nhất bùng nổ, Kluck được giao quyền chỉ huy Tập đoàn quân số 1 của Đức, tập kết gần Aachen vào đầu tháng 8 năm 1914. Theo những sửa đổi Kế hoạch Schlieffen của Moltke Nhỏ, Tập đoàn quân số 1 là một phần của cánh phải hùng mạnh và nằm ở phía rìa cực tây của đội hình quân Đức tiến quân Bỉ và Pháp. Cánh phía tây có nhiệm vụ tiến tới Paris kế bên Tập đoàn quân số 2 dưới quyền Karl von Bülow. Sau khi cả hai tập đoàn quân đều đến Paris, họ sẽ phối hợp uy hiếp Paris từ cả hướng đông lẫn hướng tây.
Với 32 vạn người, tập đoàn quân số 1 của Kluck là tập đoàn quân lớn nhất trong quân đội Đức tấn công Bỉ và Pháp. Mặc dù ông đánh chiếm Brussels vào ngày 20 tháng 8, Kluck không thể vây bắt quân đội Bỉ. Quân Bỉ rút lui an toàn về Antwerp và gây nên một mối đe dọa đối với các lực lượng Đức. Tiếp theo đó, ông đánh thắng Lực lượng Viễn chinh Anh trong trận Mons vào ngày 23 tháng 8 rồi lại thắng quân Anh trong trận Le Cateau vào ngày 26 tháng 8. Sau những chiến thắng này, Tập đoàn quân số 1 truy đuổi Tập đoàn quân số 5 của Pháp do tướng Lanrezac chỉ huy trong cuộc Đại Rút lui của quân Pháp và Anh. Tuy nhiên, cách Paris 48.28 km, sau khi giao chiến với Tập đoàn quân số 5 của Pháp trong trận St. Quentin, viên tướng thận trọng Bülow quyết định dừng bước tiến của Tập đoàn quân số 2 dưới quyền ông ta và yêu cầu sự trợ giúp trực tiếp của Kluck. Trong thời điểm này, viên tướng táo bạo Kluck đã kéo Tập đoàn quân số 1 của mình qua phía nam vị trí của Bülow đến cách Paris 20,92 km. Vào ngày 30 tháng 8 năm 1914, Kluck đã quyết định vòng các đạo quân của ông sang hướng đông Paris, loại bỏ hoàn toàn kế hoạch Schlieffen. Mặc dù sự thận trọng của Bülow đã gây cho Kluck thất vọng, vào ngày 31 tháng 7, Kluck chuyển quân sang hướng đông nam để hỗ trợ cho Tập đoàn quân số 2.
Mặc dù Kluck đánh tan các lực lượng Pháp gần Amiens, trong tiến trình này ông cũng mở ra một lỗ hổng 48,28 km giữa tập đoàn quân của mình và tập đoàn quân của Bülow. Qua trinh sát bằng không quân, người Pháp đã phát hiện ra khe hở này, và điều đó đã được chứng nhận bởi các đội kỵ binh tuần tiễu của Pháp cũng như các mệnh lệnh được tìm thấy trên thi thể một sĩ quan Đức. Nguy hiểm cho Kluck, cuộc tiến quân của Kluck đã làm hở sườn phải của Tập đoàn quân số 1 về phía trước Paris, nơi Tập đoàn quân số 6 dưới quyền tướng Michel-Joseph Maunoury được thành lập (điều mà tướng Kluck không hay biết). Lợi dụng thời cơ, Tập đoàn quân số 6 của Pháp đã tiến từ Paris về hướng bắc và trận sông Marne lần thứ nhất bùng nổ vào ngày 5 tháng 9 năm 1914.
Binh lính của Kluck đã kiệt quệ, thiếu thốn lương thực và tiếp tế. Tuy nhiên, trước nguy cơ bị quân Pháp hợp vây, Kluck đã dựa vào giao tranh quyết liệt và chiến lược ưu việt để cứu vãn mình. Ông phát động phản công về hướng tây và gửi ba quân đoàn của mình đến đương đầu với Mannoury dọc theo sông Ourcq. Quân Pháp bị thương vong rất nhiều. Mannoury có ý định rút lui, song kế hoạch của viên thống đốc quân sự Paris Joseph Gallieni đã cứu vãn ông ta. Được lệnh từ Gallieni, quân tiếp viện từ Paris đã đổ về mặt trận trong những chiếc taxi, song không thể nào ngăn được việc Mannoury bị đánh bật. Mặc dù cuộc tấn công của Tập đoàn quân số 6 của Pháp đã bị chặn đứng, bước tiến về hướng tây của Kluck một lần nữa mở rộng lỗ hổng giữa Kluck và Bülow. Trong khi đó, Bülow cũng đối phó tài tình với sức ép từ Tập đoàn quân số 5 của Pháp do tướng Franchet d'Esperey chỉ huy và Tập đoàn quân số 9 của Pháp mới được thành lập, dưới quyền tướng Ferdinand Foch huy. Đến ngày thứ ba, cuộc phản công của liên quân Anh - Pháp đã hoảng loạn. Ở một số nơi, quân Đồng minh bị đẩy lui với thiệt hại nặng nề. Trong ngày 9 tháng 9, khi trận đánh lên đến đỉnh điểm, chính người Đức đã bị nhụt chí. Trước tình hình quân viễn chinh Anh vượt qua sông Marne và tiến một cách cẩn trọng và lỗ hổng giữa hai tập đoàn quân Đức, Bülow quyết định triệt thoái. Quyết định của ông ta đã được Thượng tá Hentsch, một sĩ quan tham mưu cần mẫn được gửi đến để đại diện Moltke trên mặt trận, tán thành, mặc dù Kluck đã giải quyết phần lớn các vấn đề của mình (có lẽ chỉ ngoại trừ một vấn đề là giữa liên lạc với đại bản doanh của ông và cho Bộ Tổng tham mưu, qua đó cho Hentsch, biết rằng ông đã giải quyết các vấn đề mà mình gặp phải bằng cách nào?). Quân Đức rút lui trong trật tự về các cao điểm ở hướng bắc sông Aisne, một con sông nhỏ nằm cách Marne khoảng 64,4 km về hướng bắc.
Sự thiếu hợp tác giữa Kluck và Bülow và thất bại sau đó trong việc giữ một tuyến tấn công hiệu quả là nguyên nhân cơ bản dẫn đến sự thất bại của Kế hoạch Schlieffen, một kế hoạch được đề ra với dự định giáng một đòn quyết định vào Pháp. Thay vì đó, tình trạng bế tắc lâu dài của chiến tranh chiến hào đã mở đầu. Nhiều nhà chuyên môn Đức hết mực ca ngợi Kluck và viên tham mưu trưởng của ông là Hermann von Kuhl. Họ tin rằng, chỉ cần Bülow sánh ngang với Tập đoàn quân của Kluck về sự quyết đoán, Đức sẽ giành chiến thắng trong trận sông Marne, mặc dù điều đó không giải thích cho việc tập đoàn quân của ông gần như bị hợp vây. Người Anh khi đó gọi ông là "Một giờ đồng hồ cũ".
Sau khi Kluck và Bülow rút về sông Aisne, Tập đoàn quân số 7 do tướng Josias von Heeringen chỉ huy đã được lệnh lấp lỗ hổng chết người giữa hai tập đoàn quân. Với thương vong cao cho cả hai phe, quân Đức đã đập tan các cuộc tấn công quyết liệt của liên quân Anh - Pháp trong trận sông Aisne lần thứ nhất từ ngày 12 cho đến ngày 28 tháng 9 năm 1914. Tại vùng sông Aisne, chiến sự sẽ kéo dài trong những năm sau dưới hình thức chiến tranh chiến hào, trong khi Chiến tranh thế giới thứ nhất tiếp diễn.

## Về hưu và cưới đời
Vào cuối tháng 3 năm, khi đang duyệt binh gần Vailly, một mảnh đạn đã bắn trúng ông, gây cho ông 7 vết thương và khiến ông bị thương nặng ở chân. Ông buộc rời bỏ chức chỉ huy của mình. Không lâu sau khi bị thương, ông được nhận Huân chương Quân công. Vào tháng 10 năm 1916, ông xin nghỉ hưu, và thời báo quân sự Militär Wochenblatt cho biết von Kluck đã được hưởng chế độ nửa lương nhằm đáp ứng thỉnh cầu của ông. Người con trai của ông, Trung tá Egon von Kluck, đã tử trận trước đó vào năm 1915.
Sau khi về hưu, tướng Alexander von Kluck đã viết về sự tham gia của ông trong Đại chiến trong một cuốn sách đề tựa Führung und Taten der Erste (1920). Hồi ký thời hậu chiến của ông, Cuộc hành quân đến Paris và Trận sông Marne, đã được xuất bản vào năm 1920. Kluck từ trần tại Berlin vào tháng 10 năm 1934.

## Trong văn hóa đại chúng
Sau khi Anh tuyên chiến với Đức và Lực lượng Viễn chinh Anh vượt eo biển Anh vào tháng 8 năm 1914, một tác giả nặc danh của các bản ballad trong trại binh hầu như ngay lập tức bắt tay vào việc sáng tác một bài ca tục tĩu khi tin tức cho biết rằng một trong những tướng lĩnh Đức tên là Kluck. Với lời nhạc thô tục, bài ca đã được những người lính Anh hát theo giai điệu của "The Girl I Left Behind", một bài hát thông dụng thời đó, như sau:
"Oh, we don't give a fuck
For old von Kluck
An' all his fuckin' army!"
Một phiên bản khác của bài hát:
"Kaiser Bill is feeling ill,
The Crown Prince, he's gone barmy.
We don't give a fuck for old von Kluck
And all his bleedin' army." 
Bài hát về sau được ghi lại dưới một dạng bị biến đổi, với lời lẽ ít thô tục hơn, nhưng hoàn toàn sai lệch theo một góc nhìn lịch sử.